# 주선
주선(朱瑄/朱宣, ? ~ 897년)은 당나라 말기의 군벌로, 송주 하읍현(下邑縣) 사람이다. 882년부터 897년까지 절도사의 신분으로서 천평군(天平軍, 본부는 지금의 산동성 태안시에 두었다)을 통솔하였다. 그와 그의 사촌동생인 인근 번진(藩鎭)의 태녕군(泰寧軍, 본부는 지금의 산동성 제녕시에 두었다)절도사 주근은 권력 연맹을 이루었고, 이후 그들의 맹우(盟友)인 감화군(感化軍, 본부는 지금의 강소성 서주시에 두었다)절도사 시부와 함께 그들의 예전 맹우였던 선무군(宣武軍, 본부는 지금의 하남성 개봉시에 두었다)절도사 주전충과의 오랜 전쟁 속에 빠지게 되었다. 이 전쟁은 향촌에 막대한 손해를 끼쳤다. 897년, 그들 세 사람은 모두 패망하였고, 주선은 주전충에게 사로잡혀 처형되었다.

## 참고 자료
- 《구당서》, 권181.
- 《신당서》, 권188.
- 《구오대사》, 권13.
- 《신오대사》, 권42.
- 《자치통감》, 권255·256·257·258·259·260·261.

| 전임 조존실(曹存實) | 천평군 절도사 882년 ~ 897년 | 후임 주전충 |